# Paathramaya sundara
Paathramaya sundara är en svampart som beskrevs av Subram. 1956. Paathramaya sundara ingår i släktet Paathramaya, divisionen sporsäcksvampar och riket svampar.   Inga underarter finns listade i Catalogue of Life.